# Étienne François d'Aligre
Étienne François d'Aligre, conte de Marans e poi marchese d'Aligre (a Marans), (Parigi, 17 luglio 1727 – Brunswick, 21 febbraio 1798) è stato un magistrato francese.

## Biografia
Discendente della celebre famiglia d'Aligre, che aveva donato alla Francia due cancellieri e guardiani dei sigilli (padre e figlio, un fatto unico nella storia), figlio di Étienne Claude d'Aligre (1694-1752), président à mortier nel Parlamento di Parigi, e di Marie Louise Adélaïde Durey de Vieucourt (1704-1740), fu ivi ricevuto come consigliere nel 1745 e divenne président à mortier nel 1752, e primo presidente dal 1768 al 1771 e dal 1774 al 1788. Nel 1777, divenne primo marchese d'Aligre.
Quando era ancora président à mortier, Laverdy lo propose al re Luigi XV per il posto di primo presidente del Parlamento di Parigi. Il re rimase sorpreso dalla scelta di un uomo così giovane per una funzione così importante, ma glielo diede comunque. Lo conservò fino al 1788 ed ebbe più volte occasione di dimostrarsi un magistrato onesto e illuminato. Uomo ligio alle direttive del governo, ebbe l'arduo compito di giudicare il famoso affare della collana, ma anche se i colpevoli furono puniti, dimostrando così l'estraneità della regina, l'immagine di Maria Antonietta ne uscì definitivamente compromessa. Non aveva paura di censurare le tasse e le misure arbitrarie del governo.
Difensore spesso miope delle prerogative del parlamento, fu esiliato nella sua terra di Tremblay nel 1771, durante la riforma giudiziaria del cancelliere Maupeou. Tornò nel 1774, quando Luigi XVI richiamò i parlamenti, e riprese a ostacolare le riforme, in particolare quelle fiscali. Odiando la corte e i ministri riformisti, è considerato da alcuni come uno degli artefici del fallimento delle riforme di Calonne e Loménie de Brienne.
In particolare, si oppose fermamente a Necker e si sforzò di impedire la convocazione degli Stati generali. Non credendo che i suoi consigli fossero ascoltati dal re, si dimise nel novembre 1788. L'ex presidente quasi morì il 14 luglio 1789, il giorno della presa della Bastiglia, contemporaneamente a Berthier e Foullon. Durante la rivoluzione, si affrettò a raccogliere parte della sua immensa fortuna ed emigrò, prima a Bruxelles, poi in Inghilterra, a Londra, con la sua famiglia, e infine a Brunswick, dove morì nel 1798. Fu allora impegnato solo in speculazioni finanziarie, che lo resero a quel tempo uno degli uomini più ricchi dell'epoca.
Aveva accumulato una fortuna considerevole: cinque milioni di capitale nella banca di Londra e 700 000 livres di reddito. Essendo i presidenti associati a tutte le questioni riguardanti le spezie, avrebbe ricevuto, in diciassette anni, ferie che rappresentavano quattrocento anni di lavoro.
Dedicò una parte importante della sua fortuna al restauro del suo castello di Baronville e alla ricostruzione dei vecchi giardini.
Era lui che la città di Parigi voleva, il 26 febbraio 1867, sotto il Secondo Impero, onorare dando il nome d'Aligre a una strada (la rue d'Aligre) e a una piazza (la piazza d'Aligre) adiacente.

## Vita privata
Sposò Anne Catherine de Bauldry de Villaines (1735-1797) ed ebbero due figli:
- Étienne Jean François (1770-1847), marchese d'Aligre;
- Catherine (1772-1850), marchesa di Boissy, nel 1789, dal matrimonio con Hilaire Rouillé du Coudray (1765-1840).

## Discendenza
Étienne François, marchese d'Aligre, ebbe numerosi discendenti ed è l'antenato delle più illustri famiglie francesi e straniere: marchese de Pomereu (divenuto Pomereu d'Aligre); principi di Talleyrand-Périgord; principi di Croÿ, Croÿ-Rœulx, Croÿ-Solre; marchesi e conti di Rougé, Rougé duchi di Caylus e conti di Plessis-Bellière; principi di Merode; principi del Liechtenstein; duchi e principi di Bauffremont-Courtenay; duchi di Rohan; principi di Beauvau-Craon; principi Murat; duchi e principi di Clermont-Tonnerre; duchi e principi di Arenberg; Riquet duchi di Caraman principi di Chimay; duchi di Cossé-Brissac; duchi di Durfort Civrac e duchi di Lorge; duchi e principi di Blacas d'Aulps; Rochechouart, duchi di Mortemart; duchi di Harcourt; St. Clair Erskine conti di Rosslyn; duchi di Gramont; conti di Limburg-Stirum; principi Sanguszko; marchese di Mun; principi di Polignac; principi d'Orléans (Bourbon-Orléans); conti di Bourbon-Busset.

## Nella cultura di massa

### Cinema
- L'intrigo della collana (2001), interpretata da Geoffrey Hutchings.